# بانجا تيجان سي
بانجا تيجان سي (7 أغسطس 1917–8 أغسطس 2000) هو محامي وسياسي سيراليوني، شغل منصب الحاكم العام لسيراليون من 22 أبريل 1968 حتى 21 مارس 1971، وهو عضو في حزب الشعب السيراليوني، كما شغل منصب رئيس مجلس النواب من 1962 حتى 1967.